# Benjamin Brial
Benjamin Brial (* 9. Juni 1923 in Mata-Utu, Wallis und Futuna; † 12. November 2004 ebenda) war ein französischer Politiker. Von 1967 bis 1988 war er Abgeordneter der Nationalversammlung.
Brial war der Sohn eines Kaufmanns mit französisch-katalanischen Wurzeln und einer Königin auf Wallis und Futuna. Ab 1942 nahm er als Freiwilliger am französischen Widerstand teil und wurde dafür später geehrt. Er arbeitete, wie sein Vater als Kaufmann, und war im Tourismusbereich tätig. Seit den 1950er-Jahren engagierte er sich auch politisch, unter anderem unterstützte er die Eingliederung in die französische Republik, die 1959 durch ein Referendum erreicht wurde. 1967 wurde er für Wallis und Futuna in die Nationalversammlung gewählt, wo er sich den Gaullisten anschloss. Nachdem er mehrmals wiedergewählt worden war, schied er 1988 aus der Nationalversammlung aus. Der Neffe des 2004 verstorbenen Benjamin Brial, Victor Brial, war ebenfalls Abgeordneter.